# 8279 Cuzco
8279 Cuzco eller 1991 PN7 är en asteroid i huvudbältet som upptäcktes den 6 augusti 1991 av den belgiske astronomen Eric W. Elst vid La Silla-observatoriet. Den är uppkallad efter staden Cusco.
Asteroiden har en diameter på ungefär 5 kilometer och den tillhör asteroidgruppen Koronis.